# 캣츠 아이 (만화)
캣츠 아이(Cat's Eye, キャッツ♥アイ)는 호조 츠카사가 쓰고 그림을 그린 일본 만화 시리즈이다. 1981년부터 1985년까지 슈에이샤의 소년 만화 잡지 주간 소년 점프에 연재되었으며, 18권의 단행본으로 챕터가 정리되어 있다. 이 이야기는 실종된 아버지의 작품을 모두 수집하려는 강력한 미술품 도둑인 키스기 세 자매(히토미, 루이, 아이)의 모험을 따른다.
이 만화는 원래 1983년부터 1984년까지 닛폰 TV에서 방송된 같은 이름의 TV 애니메이션 시리즈로 제작되었으며 두 번째 시즌은 1985년에 끝났다. 또한 두 번의 실사 각색을 받았다. (1988년 TV 영화, 1997년 극장 영화) TMS 엔터테인먼트가 제작한 루팡 3세와의 크로스오버 ONA가 2023년 아마존 프라임 비디오에서 첫 선을 보였다. 2025년에 신작 애니메이션의 제작이 결정되어, 디즈니+에서 독점 착신될 예정이다.
캣츠 아이는 주간 소년 점프의 역대 베스트셀러 만화 시리즈 중 하나이며, 2천만 부 이상 판매되어 베스트셀러 만화 시리즈 중 하나이다.

## 줄거리
키스기 히토미는 언니 루이, 여동생 아이와 함께 도쿄에서 '캣츠아이'라는 카페를 운영하고 있다. 자매들은 나치 정권 당시 유명한 미술 수집가였던 오랫동안 실종된 아버지 마이클 하인츠의 미술품을 훔치며 고도로 숙련된 미술 도둑 3인방으로 이중 생활을 하고 있다. 히토미의 약혼자는 캣츠아이 사건을 수사하는 서투른 젊은 경찰관 우츠미 도시오이다. 카페를 자주 방문하는 사람임에도 불구하고 그는 소녀들의 이중생활을 전혀 알지 못한다. 히토미는 정기적으로 서명된 "캣츠 아이" 전화 카드를 사용하여 다음 직업에 대해 경찰에 미리 알리고, 대상을 둘러싼 보안에 대한 도시오의 연구를 사용하여 작업 계획을 돕는다.
시리즈가 끝날 무렵 하인즈는 딸들에게 마피아가 그를 죽일 수 있기 때문에 아직 자신을 밝힐 수 없지만 5년 후에 나타날 수 있다는 메모를 남긴다. 그러나 하인츠는 몇 년 전에 마이클을 배신한 자매의 배신적인 삼촌 크라나프로 밝혀졌다. 캣츠 아이에 대한 최종 내기에서 패한 후 크라나프는 박물관에 불을 지르고 자살하여 자신의 죄를 속죄하기로 결정한다. 히토미는 결국 도시오에게 자신이 캣츠 아이의 일부임을 인정하고 그녀를 체포하기 전에 도망친다. 도시오는 결혼 반지를 들고 공항에서 히토미를 "체포"하려고 시도하면서 그녀를 추적하겠다고 맹세한다. 그는 경찰을 그만두고 히토미를 찾기 위해 미국으로 여행을 떠나지만 히토미가 바이러스성 수막염으로 인해 기억을 잃은 것을 알게 된다. 토시오는 기억이 돌아올 때까지 그녀와 함께 시간을 보내고, 두 사람은 관계를 다시 시작한다.

## 같이 보기
- CAT'S EYE (노래)